# Robert Forest
Robert Forest (né le 18 novembre 1961 à Toulouse) est un ancien coureur cycliste professionnel français des années 1980.

## Biographe
Pensionnaire du SAO Cyclisme (Saint-Alban Omnisports), il y fera toute sa carrière amateur avant de devenir professionnel. Son beau-frère Jean-Marc Manfrin et son neveu Jean-Luc Forest ont aussi fait du cyclisme à haut-niveau en étant formé au même club présidé par Jean-Louis Forest, son cousin qui l’a entraîné pendant de nombreuses années.
Sa carrière professionnelle est stoppée par un accident de la route en rentrant d’une course, à la suite de quoi il a effectué de longues semaines de coma. 

## Palmarès

### Palmarès amateur
- 1981
  - Boucles du Comminges
  - 3e de Tarbes-Sauveterre
- 1983
  - Route de France
  - Grand Prix de France

### Palmarès professionnel
- 1984
  - 3e étape du Grand Prix du Midi libre
- 1986
  - 5e du Grand Prix du Midi libre
- 1987
  - 11e étape du Tour d'Italie
- 1991
  - 3e de la Ronde des Pyrénées
- 1992
  - Tour du Vaucluse
  - 2e étape du Circuit de la Sarthe
  - 3e du Circuit de la Sarthe

## Résultats sur les grands tours

### Tour de France
4 participations
- 1985 : 16e
- 1986 : 35e
- 1987 : 38e
- 1989 : 75e

### Tour d'Italie
3 participations
- 1987 : 28e, vainqueur de la 11e étape
- 1989 : 52e
- 1992 : abandon (12e étape)

### Tour d'Espagne
1 participation
- 1990 : 102e